# Сочхон
Сочхон (кор. 서천, 西川,  Seocheon, Sŏch'ŏn; пом. 292) — корейський ван, тринадцятий правитель держави Когурьо періоду Трьох держав.

## Біографія
Був другим сином вана Чунчхона. Його було проголошено спадкоємцем престолу 255 року, а 270, після смерті батька, зайняв трон. 271 року він одружився з панною Юсу.
280 року до володінь Сочхона вторглись племена сушень. Ван відрядив свого молодшого брата, щоб той дав їм відсіч. Той розбив сили сушень та змусив близько 600 тамтешніх родин переселитись на південь до Пуйо. У нагороду ван Сочхон призначив принца командувачем армії й віддав йому у володіння землі племен сушень та янмаек. 286 року молодший брат Сочхона організував заколот проти правителя Когурьо, втім змова зазнала краху, а змовників було вбито.
Ван Сочхон помер 292 після 23 років правління. Після смерті батька трон зайняв його старший син, Понсан.